# Eygurande
Eygurande – miejscowość i gmina we Francji, w regionie Nowa Akwitania, w departamencie Corrèze.
Według danych na rok 1990 gminę zamieszkiwały 794 osoby, a gęstość zaludnienia wynosiła 23 osoby/km² (wśród 747 gmin Limousin Eygurande plasuje się na 165. miejscu pod względem liczby ludności, natomiast pod względem powierzchni na miejscu 124.).